# Altersberg
Altersberg je naselje v Občini Trebesing v Okraju Špital ob Dravi  na Koroškem v Avstriji.